# Maricourt (Québec)
Maricourt è un comune del Canada, situato nella provincia del Québec, nella regione di Estrie.